# La Stampa
La Stampa és un diari fundat a Torí el 1867 amb el nom de Gazzetta Piemontese. En la primera època el diari sortia de la tipografia de Casimiro Favale ubicada a la via Daura Grossa (l'actual via Giuseppe Garibaldi), tenia una tirada de vint mil exemplars i dues edicions diàries. Des de 1867 va ser dirigit per Giovanni Roux, creador d'una línia intensa a conjugar herència i ressorgiment amb la nova instància política i social. La redacció està a la via Marenco 32 a Torí, el principal establiment d'impremta està en via Giordano Bruno 84, sempre a Torí.
El 1895 es fa director i propietari Alfredo Frassati, que va donar al diari el seu nom actual i un perfil nacional. La seu va ser desplaçada a un palau de la piazza Solferino.
El 1900 el diari va arribar a editar cinquanta mil exemplars diaris; es va donar vida a un suplement il·lustrat esportiu i a la revista "La Donna", dedicada a la cultura femenina. Per haver pres posicions contra l'assassinat de Giacomo Matteotti, Frassati va haver de dimitir i vendre el diari a la família Agnelli. En 1934 "La Stampa" obre una prestigiosa seu en la nova via Roma.
Va haver-hi una mudança en 1968, conservant encara els salons del pis per al públic, mentre el rotatiu amb els despatxos de redacció i d'administració es van traslladar a la via Marenco, on estan actualment, a un edifici laminat en vidre, realitzat sota projecte de Vittorio Bonade' Bottino i Luigi Ravelli.
En 1975 va néixer el suplement literari Tuttolibri (ara tTL), en 1981 el suplement científic Tuttoscienze (ara TsT), dirigit per Piero Bianucci. Des de 1999 existeix l'edició a Internet.
Actualment és el tercer periòdic nacional, amb una tirada de prop de 500.000 exemplars.
És llegit sobretot en el nord, per una gran majoria en el Piemont i a Ligúria. Un acord per a la sortida conjunta amb una sèrie de petits i mitjans periòdics dispersos per tot Itàlia (els majors dels quals són Cronache di Napoli, Corriere di Caserta, Cronache del Mezzogiorno, Il Domani della Calàbria, Il Domani di Bologna), tot i que els resultats han millorat amb molts d'ells entre 2004 i 2005, no ha aconseguit la difusió a altres regions.
L'actual director és Maurizio Molinari.
Entre els seus col·laboradors literaris va estar Giovanni Corvetto, lletrista d'himnes patriòtics durant la Guerra ítalo-turca i la Primera Guerra Mundial.